# Belägringen av Yorktown
Belägringen av Yorktown (även känt som Slaget vid Yorktown, Kapitulationen vid Yorktown eller Tyska slaget, den senare ägde rum den 19 oktober 1781 i Yorktown, Virginia) var en avgörande seger för den amerikanska kontinentalarmén under det amerikanska frihetskriget. Denna stod under befäl av general George Washington och assisterades av de franska trupperna under befäl av greve de Rochambeau. Dessa segrade över en brittisk armé under befäl av generallöjtnant Charles Cornwallis.
Belägringen blev kulmen på det amerikanska fälttåget i Virginia och visade sig vara det sista stora slaget under det amerikanska frihetskriget på nordamerikansk mark. Efter Cornwallis kapitulation och tillfångatagandet av både honom och hans armé beslutade den brittiska regeringen att inleda förhandlingar för att få ett slut på kriget. Striden höjde amerikanernas moral och återupplivade fransmännens entusiasm för kriget, liksom det underminerade det folkliga stödet för kriget i Storbritannien.

## Förlopp
År 1780 landsteg 5 500 franska soldater i Rhode Island för att hjälpa sina amerikanska allierade i deras operationer mot det brittisk-kontrollerade New York. Då man fick bud från Frankrike om bland annat stöd från den franska Västindieflottan under greve de Grasse, beslutade Washington och Rochambeau att be de Grasse om hjälp antingen i belägringen av New York eller i de militära operationerna mot en brittisk armé i Virginia.
På inrådan av Rochambeau informerade de Grasse dem om sin avsikt att segla till Chesapeake Bay, där Cornwallis hade tagit befälet över armén. Cornwallis, som först givits förvirrande order från sin överordnade, Henry Clinton, beordrade senare bygget av en försvarsinriktad djuphamn i Yorktown i Virginia. Cornwallis trupprörelser i Virginia följdes på avstånd av kontinentalarmén ledd av markis av Lafayette.
De franska och amerikanska arméerna förenades sommaren 1781 norr om New York. När bud från de Grasse beslut kom, började de förenade arméerna att röra sig söderut mot Virginia och genomföra vilseledande metoder för att få britterna att tro att man planerade en belägring av New York. De Grasse avseglade från Västindien och anlände till Chesapeake Bay i slutet av augusti, då man landsatte ytterligare trupper och inledde en blockad av Yorktown. Han transporterade 500 000 silverpesos som samlats in från medborgarna i Havanna (Kuba) för att finansiera förnödenheter inför belägringen och till löner för kontinentalarmén.
I Santo Domingo stötte de Grasse även på Francisco Saavedra de Sangronis, en agent till Karl III av Spanien. De Grasse planerade att lämna flera av sina krigsfartyg i Santo Domingo. Saavedra lovade i sin tur att hjälpa de Grasse med att låta den spanska flottan beskydda den franska handelsflottan, något som gjorde att de Grasse kunde segla norrut med alla sina krigsfartyg. I början av september besegrade han en brittisk flotta under ledning av Sir Thomas Graves, som kom för att hjälpa Cornwallis i slaget vid Chesapeake. Till följd av segern blockerade de Grasse alla flyktvägar till sjöss för Cornwallis. I slutet av september anlände Washington och Rochambeau, och Cornwallis var därmed helt omringad av den amerikansk-franska armén och flottan.
Efter inledande förberedelser byggde amerikanerna och fransmännen sin första parallell och började beskjuta staden. När det brittiska försvaret försvagades skickade Washington den 14 oktober 1781 två kolonner för att angripa de sista brittiska försvarsverken. En fransk kolonn intog redutt #9, och en amerikansk kolonn intog redutt #10. Efter detta kunde de allierade avsluta sin andra parallell.
När det amerikanska artilleriets beskjutning blev allt intensivare försämrades den brittiska situationen hastigt, och Cornwallis bad den 17 oktober om kapitulationsvillkor. Efter två dagars förhandlingar ägde kapitulationsceremonin rum den 19 oktober; Lord Cornwallis, som påstod sig vara sjuk, var frånvarande från ceremonin. Med tillfångatagandet av över 7 000 brittiska soldater började USA och Storbritannien att förhandla med varandra, vilket slutligen resulterade i 1783 års Parisavtal.